# Parapleustes bicuspis
Parapleustes bicuspis är en kräftdjursart som först beskrevs av Henrik Nikolai Krøyer 1838.  Parapleustes bicuspis ingår i släktet Parapleustes och familjen Pleustidae. Arten är reproducerande i Sverige. Inga underarter finns listade i Catalogue of Life.